# Metasia subtilialis
Metasia subtilialis là một loài bướm đêm trong họ Crambidae.